# Masahiro Mita
Masahiro Mita (japanisch 三田 誠広, Mita Masahiro; geboren 18. Juni 1948 in Osaka) ist ein japanischer Schriftsteller.

## Leben und Wirken
Masahiro Mita machte seinen Studienabschluss an der Waseda-Universität. 1966 wurde er mit seinem Erstlingswerk „M no sekai“ (Mの世界) – „M und seine Welt“ mit dem Förderpreis der Zeitschrift Bungei ausgezeichnet. Mitas Romane, geschrieben in einem leichten, intelligenten Stil, der oft selbstironisch ist, zeigen sie die junge Leute in den 1970er Jahren, die die Rückschläge der Studentenbewegung überwunden haben.
Mita wurde 1977 für sein Buch „Bokutte nani“ (僕って何) – „Was bin Ich?“, das sich mit der japanischen Studentenbewegung in den 1960er Jahren auseinandersetzt, mit dem renommierten Akutagawa-Preis ausgezeichnet. Weitere Bücher sind „Akambō no umarenai hi“(赤ん坊の生まれない日) – „Der Tag, an dem kein Kind geboren wurde“ 1977 und „Nobe okuri no uta“ (野辺送りの唄) – „Das an Nobe gesandte Lied“ 1981 mit ähnlichen Motiven. Weiter gibt es Parodien wie „Tatsu o mitaka“ (竜を見たか) – „Hast du den Drachen gesehen?“ und Ich-Romane wie „Nichijō“ (日常) – „Alltag“　aus dem Jahr 1983.
Seine Erfahrungen beim Schreiben fasste Mita 2018 in dem Buch „Shōsetsu o fukaku yomu – Boku no dokusho henreki“ (小説を深く読む ぼくの読書遍歴) – „Romane tief lesen – Meine Pilgerfahrt des Lesens und Schreibens“.
Die Universität Musashino, an der er eine Reihe von Jahren lehrte, verabschiedete ihn als „Meiyo Kyōju“.